# The Rise of Chaos
The Rise of Chaos petnaesti je studijski album njemačkog heavy metal sastava Accept. Diskografska kuća Nuclear Blast objavila ga je 4. kolovoza 2017. godine.
Posljednji je album skupine s basistom Peterom Baltesom, koji ju je napustio u studenom 2018. godine. Producent albuma je Andy Sneap, koji je također producirao prethodni album Blind Rage. Također je prvi Acceptov album s Uweom Lulisom, gitaristom sastava Grave Digger.

## Popis pjesama
1. "Die by the Sword" - 5:00
2. "Hole in the Head" - 4:01
3. "The Rise of Chaos" - 5:16
4. "Koolaid" - 4:58
5. "No Regrets" - 4:20
6. "Analog Man" - 4:10
7. "What's Done Is Done" - 4:08
8. "Worlds Colliding" - 4:28
9. "Carry the Weight" - 4:33
10. "Race to Extinction" - 5:25

## Zasluge
Accept
- Mark Tornillo – vokali
- Wolf Hoffmann – gitara
- Uwe Lulis – gitara
- Peter Baltes – bas-gitara
- Christopher Williams – bubnjevi

Ostalo osoblje
- Andy Sneap - produkcija, mastering, miksanje, snimanje
- Gyula Havancsák - omot albuma, grafički dizajn

## Vanjske poveznice
- The Rise Of Chaos na Discogsu